# Gaucín
Gaucín – gmina w Hiszpanii, w prowincji Malaga, w Andaluzji, o powierzchni 98,24 km². W 2011 roku gmina liczyła 1727 mieszkańców.